# Hurricane (Alabama)
Pour les articles homonymes, voir Hurricane.
Hurricane est une communauté non-incorporée du comté de Baldwin (Alabama).
Elle fait partie de l'aire micropolitaine de Daphne–Fairhope–Foley.

## Géographie
La communauté se trouve à une altitude moyenne de 11 mètres.

## Sources

## Compléments